# Eutypa tetragona
Eutypa tetragona är en svampart som först beskrevs av Duby, och fick sitt nu gällande namn av Pier Andrea Saccardo 1882. Eutypa tetragona ingår i släktet Eutypa och familjen Diatrypaceae.   Inga underarter finns listade i Catalogue of Life.